# Хрест Вільгельма (Вюртемберг)

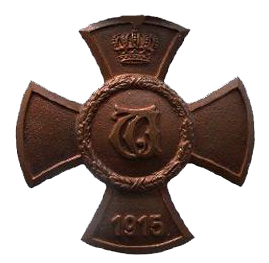
Хрест Вільгельма без мечів.

Хрест Вільгельма (нім. Wilhelmskreuz) — нагорода Вюртемберзького королівства, заснована 13 вересня 1915 року королем Вільгельмом II для нагородження за заслуги під час Першої світової війни.

## Опис
Бронзовий хрест Рупперта, в центрі якого зображені інціали засновника нагороди, оточені лавровим вінком. На нижньому промені хреста — рік заснування нагороди, на зворотньому боці хреста — напис в 2 рядки KRIEGS- VERDIENST (Воєнні заслуги). Іспували 3 варіанти хреста:
- з мечами і короною — за виняткові заслуги;
- з мечами — за заслуги на війні;
- без мечів — за небойові заслуги.

Хрест з мечами і короною носився безпосередньо на грудях, інші — на жовтій стрічці з чорними смугами.